# Луи Огюст Бланки
Луи Огюст Бланки (на френски: Louis Auguste Blanqui), известен като Огюст Бланки, роден на 8 февруари 1805 г. в Пюже-Тение и починал на 1 януари 1881 г. в Париж, е френски социалистически революционер, често неправилно свързван с утопичните социалисти. Той защитава същите идеи като социалистическото движение от деветнадесети век. Принадлежи към немарксистките социалисти. Историкът Мишел Уинкок го класифицира като един от основателите на френската ултралевица, която се противопоставя на демократичните избори, считайки ги за „буржоазни“ и която се стреми към „истинско социално равенство“.
След 1830 г., все още студент, Бланки прави наблюдението, че революцията може да установи волята на хората само чрез насилие: „политическата забрана“, която поставя хората без гаранция, без защита, пред „омразното господство на привилегированите“, неизбежно води до борба. В резултат на неговите въстанически опити той е затворник през голяма част от живота си, което му дава псевдонима „Затворникът“ („l’Enfermé“).
В 1880 - 1881 година той издава вестника „Ни Дю Ни Метър“ (Без бог, без господар), чието заглавие става лозунг на анархисткото движение.

## Избрана библиография
- Défense du citoyen Louis-Auguste Blanqui devant la cour d’assises, 1832.
- Instructions pour une prise d'arme, 1866[3].
- La Patrie en danger, 1871.
- L'Éternité par les astres, 1872.
- Critique sociale. Capital et travail. tome I. Paris: F. Alcan, 1885, 310 pp.
- Critique sociale. Fragments et notes. tome II. Paris: F. Alcan, 1885, 396 pp.

## За него
- Gustave Geffroy, L'enfermé, París, 1897
- Karl Hans Bergmann, Blanqui. Ein Rebell im 19. Jahrhundert. Campus, Frankfurt am Main 1986, ISBN 3-593-33593-X.